# Hemipsalodon
Hemipsalodon (лат.) — вымерший род млекопитающих парафилетического подсемейства Hyainailourinae семейства Hyainailouridae. Типовой вид Hemipsalodon grandis (Cope, 1885). Род известен из отложений эоцена (48,7—33,9 млн лет назад), ископаемые остатки обнаружены на территории США (Орегон, Нью-Мексико, Техас и Вайоминг) и Канады (Саскачеван). Наземные хищные животные.
Длина черепа Hemipsalodon grandis 45 сантиметров, длина нижней челюсти 34 сантиметра. Самый полный череп (O.M.S.I. No. 619) принадлежал старой особи. Он был крепкого телосложения и в целом внешне напоминает мезонихида Harpagolestes. Носовое отверстие довольно большое. Клыки значительно увеличены. Передняя часть черепа широкая спереди, но значительно сужается сзади.

## Виды
По данным Paleobiology Database на май 2025 род включает 2 вида:
- †Hemipsalodon grandis (Cope, 1885)
- †Hemipsalodon viejaensis (Gustafson, 1986)